# Joeri Calleeuw
Straße
Joeri Calleeuw (* 5. August 1985 in Brügge) ist ein belgischer Radrennfahrer.
Joeri Calleeuw gewann 2008 das Einzelzeitfahren bei der Provincialmeisterschaft der belgischen Provinz West-Vlaanderen. Bei der belgischen Meisterschaft der Amateure in La Roche-en-Ardenne belegte er den zweiten Platz im Straßenrennen. Außerdem wurde Calleeuw Zweiter bei dem Eintagesrennen Pittem-Sint-Godelieve und Dritter beim Grand Prix Joseph Bruyère. Im Herbst konnte er bei der Tour du Sénégal zwei Etappen für sich entscheiden und wurde auch Gesamterster. 2009 und 2010 fuhr Calleeuw für das belgische Continental Team Jong Vlaanderen-Bauknecht. 2011 und 2014 wurde er Belgischer Amateurmeister im Straßenrennen. 2015 gewann er das Etappenrennen Paris-Arras Tour.

## Erfolge
2008
- Gesamtwertung und zwei Etappen Tour du Sénégal

2011
- Belgischer Meister – Straßenrennen (Amateure)

2014
- Belgischer Meister – Straßenrennen (Amateure)

2015
- Gesamtwertung und Mannschaftszeitfahren Paris-Arras Tour

2018
- Mannschaftszeitfahren Tour du Faso